# 第37回読売新聞社杯全日本選抜競輪
第37回読売新聞社杯全日本選抜競輪（だい37かいよみうりしんぶんしゃはいぜんにほんせんばつけいりん）は、2022年2月20日から23日まで、取手競輪場で行われた競輪のGI競走である。優勝賞金は3,213万円（副賞込み）。

## 決勝戦

### 競走成績
- 2月23日（水・祝）第12レース[1][2][3]
- 誘導員…河野通孝（茨城）

| 着  | 番 | 選手名     | 齢 | 府県 | 期別 | 班 | 着差  | 上り | 決ま り手 | S/J H/B | 個人 状況 |
| --- | -- | ---------- | -- | ---- | ---- | -- | ----- | ---- | --------- | ------- | --------- |
| 1   | 9  | 古性優作   | 31 | 大阪 | 100  | S  |       | 11.3 | 差し      |         |           |
| 2   | 1  | 松浦悠士   | 31 | 広島 | 98   | S  | 3/4輪 | 11.5 | 捲り      | S       | 走注 斜行 |
| 3   | 5  | 新田祐大   | 36 | 福島 | 90   | 1  | 1/8輪 | 11.2 |           |         |           |
| 3.5 |    |            |    |      |      |    |       |      |           |         |           |
| 4   | 2  | 佐藤慎太郎 | 45 | 福島 | 78   | S  | 1/2身 | 11.1 |           |         |           |
| 5   | 4  | 深谷知広   | 32 | 静岡 | 97   | 1  | 3/4身 | 10.9 |           |         | 5着同着   |
| 5   | 7  | 浅井康太   | 37 | 三重 | 90   | 1  | 3/4身 | 11.4 |           |         | 5着同着   |
| 7   | 8  | 成田和也   | 42 | 福島 | 88   | 1  | 3/4輪 | 11.1 |           |         |           |
| 8   | 3  | 平原康多   | 39 | 埼玉 | 87   | S  | 1/2身 | 10.9 |           |         |           |
| 9   | 6  | 太田竜馬   | 25 | 徳島 | 109  | 1  | 大差  | 12.8 |           | HB      |           |

### 配当金額
| 1=6 | 1,290円 | (8) |

| 1=5=9 | 2,630円 | (12) |

| 1-6 | 2,700円 | (18) |

| 1-9-5 | 19,750円 | (78) |

| 1=9 | 1,160円 | (4) |

| 1=9 | 530円 | (9)  |
| 1=5 | 590円 | (11) |
| 5=9 | 420円 | (3)  |

| 1-9 | 2,680円 | (11) |

## 特記事項
- 取手でのGI開催は、平原康多が優勝した2017年の同大会以来5年ぶり2回目。

- 今開催もCOVID-19の影響で、事前申込による抽選での当選者に発送した入場証を所持する者のみ取手本場に入場可能とする入場制限を行った上で開催された[注 1]。なお、青森県内の場外発売場[注 2]では県独自のCOVID-19対策強化の影響で当初予定されていた場外発売が取りやめとなった（新型コロナウイルスに伴う影響）ほか、玉野競輪場においては改修工事中のため元々場外発売の予定が組まれていなかった[6]。また、決勝戦で行われる予定だった取手交響吹奏楽団による生ファンファーレも取りやめになった[7]。

- 地上波の決勝戦中継は「坂上忍の勝たせてあげたいTV ～第37回読売新聞社杯全日本選抜競輪決勝戦～」《日本テレビ系列全国ネット》[8]。なお、今回の進行は笹崎里菜アナウンサーが担当し、通常の宇垣美里は特集コーナーで佐藤水菜へのリモートでのインタビューでVTR出演となった[9]。

- シリーズ全体での目標額は90億円だったが、シリーズ全体での総売上額は91億2742万5000円となり[10][11]、目標額を上回った。各日ごとの売上額は、初日22億3187万5600円[12]、2日目16億5748万4700円[13]、3日目19億1842万7600円[14]、最終日33億1963万7100円[10]。決勝の売上額は14億3958万2600円であった[注 3]。なお、4日制のGIで90億円を超えたのは2017年の同大会以来5年ぶりだった。
  - 1億0763万7600円 - 本場
  - 41億6985万8400円 - 場外
  - 48億4993万1400円 - 電話・インターネット投票
  - 91億2742万5000円 - 計

### 競走データ
- S級S班の9選手は5年ぶりに全選手が出場した。決勝戦には4名が勝ち上がり、このうち佐藤慎太郎には松本整が持つGI最年長優勝記録（45歳と0か月）の更新に期待がかかったが4着であった。一方で、残り5名のうち郡司浩平と宿口陽一は準決勝敗退、吉田拓矢と清水裕友は二次予選敗退、守澤太志は二次予選で失格し途中欠場となった。

- 前回大会に続き、GI初優出の選手はいなかった。また、太田竜馬（GI優出は2回目）を除く8名は全員がGIタイトルホルダーであった。

- 最終日第8レース（特選）で、菅田壱道が残り2周のホームストレッチラインに到達する前に誘導員を追い抜いたため、誘導員早期追い抜きにより失格。現制度でのビッグレースにおける誘導員早期追い抜きによる失格は、前年の第64回オールスターにおける松本貴治に次いで3人目[15]。

- 決勝の5着は、2名が同着となった[注 4]。